# Desigualtat econòmica

Diferències en la igualtat d'ingrés nacional mundial per països, segons el que determina el coeficient de Gini. El coeficient de Gini és un nombre entre 0 i 1, on 0 correspon amb la perfecta igualtat (on tots tenen els mateixos ingressos) i 1 es correspon amb la perfecta desigualtat (on una persona té tots els ingressos i totes les altres tenen zero ingressos).

La desigualtat econòmica és la diferència trobada en diverses mesures de benestar econòmic entre els individus d'un grup, entre els grups en una població, o entre països. La desigualtat econòmica a vegades és anomenada desigualtat d'ingressos, la desigualtat de riquesa, bretxa de riquesa o bretxa entre rics i pobres. Els economistes se centren generalment en la disparitat econòmica en tres indicadors: la riquesa, els ingressos i el consum. El tema de la desigualtat econòmica és rellevant per a les nocions d'equitat, i la igualtat d'oportunitats i és un facotr major en la desigualtat en salut.
La desigualtat econòmica varia entre les societats, els períodes històrics, les estructures i els sistemes econòmics. El terme pot referir-se a la distribució de la secció transversal de la renda o la riquesa en qualsevol període determinat, o per canvis d'ingrés i la riquesa durant períodes més llargs de temps. Hi ha diversos índexs numèrics per mesurar la desigualtat econòmica. Un índex àmpliament utilitzat és el coeficient de Gini, però també hi ha molts altres mètodes.
Una major desigualtat econòmica esdevé un problema social, esdevenint destructiva. Contràriament, una gran igualtat podria obstaculitzar el creixement a llarg termini, en disminuir l'incentiu per a la productivitat i el desig d'assumir riscos i crear riquesa.